# Bednári Mihály
Bednári Mihály (Nagytapolcsány, 1682 – Trencsén, 1728. január 13.) jezsuita rendi szerzetes, bölcseletdoktor.

## Élete
A jezsuita-rendbe fölvétetvén, több évig Kőszegen működött, mint gimnáziumi tanár, majd néhány évig a bölcselet tanára volt Kassán, honnét Trencsénbe került hitszónoknak. Mint a trencséni rendház főnöke halt meg.

## Munkái
- Philosophia morum. Cassoviae, 1715–16, két kötet
- Stratagemata Martis Hungarici (ab an. 377. ad 1704.) Tyrnaviae, 1716